# 1285
1285 (MCCLXXXV) fue un año común comenzado en lunes del calendario juliano.

## Acontecimientos
- Alfonso III, nombrado rey de Aragón.
- Honorio IV sucede a Martín IV como papa.

## Nacimientos
- 6 de diciembre - Fernando IV el Emplazado, rey de Castilla y León.

## Fallecimientos
- 2 de noviembre - Pedro III, rey de Aragón